# Renate Heuer
Renate Heuer (* 12. Januar 1928 in Lüneburg; † 2. April 2014) war eine deutsche Germanistin. Sie war Lehrbeauftragte für deutsch-jüdische Literatur an der Johann Wolfgang Goethe-Universität in Frankfurt am Main.

## Werdegang
Renate Heuer besuchte von 1938 bis 1947 die Wilhelm-Raabe-Oberschule in Lüneburg. Sie studierte an der Universität zu Köln Literaturwissenschaften, wo sie 1955 mit einer Dissertation über Wilhelm Raabe promoviert wurde.
Im Anschluss beschäftigt sich Heuer mit einigen Übersetzungen, so von Jewtuschenko aus dem Russischen. Angeregt von der 1959 in Köln gegründeten Sammlung Germania Judaica befasst sie sich mit der Literatur der exilierten deutschsprachigen Juden. Eine erste größere Studie erstellte sie mit der noch zu seinen Lebzeiten begonnenen Werkbiographie des in Zürich lebenden Westfalen Hugo Wolfgang Philipp. Dabei lernte sie weitere, von ihr als Paradigma der Nachkriegsgeschichte empfundene „abgebrochene Lebenswege“ (vgl. ihre Studie von 1997) kennen. Bei Recherchen in Israel begegnete sie dem in Wien geborenen Dichter Elazar Benyoëtz, der 1963 nach Berlin reiste, um ein Projekt zur Erinnerung an die „Jeckes“, deutschsprachige Wurzeln der jüdische Pioniere in Palästina, zu initiieren. Daraus wuchs das Projekt der Bibliographia Judaica. „Man wußte damals verzweifelt wenig, verzweifelte aber lieber. Nun wird, was einmal jüdisch-deutsch war, deutsch-jüdisch tradiert und gebucht. Nicht unmöglich, nur schwer zu denken, ist, daß dies, was heute als deutsch-jüdische Literatur großgeschrieben wird, nicht so groß hätte geschrieben werden können, wäre ich 1963 nicht nach Berlin gekommen (...Dass 16 Bände erscheinen konnten...) ist das Verdienst Renate Heuers, deren Lebenswerk die Bibliographia Judaica geworden ist. Es ist gleichsam das größte Monument, das eine Deutsche aus eigener Verantwortung, unter Einsatz ihrer besten Lebensjahre, dem untergegangenen deutschen Judentum errichtet hat.“.
Zunächst übersetzte Heuer, u. a. zusammen mit Marie-Luise Kaschnitz, ab 1964 vereinzelte Gedichte von Benyoëtz und publizierte diese in kleineren Zeitungen und Festschriften, die sich vor allem dem 'deutsch-jüdisch' etikettierten Schreiben, z. B. bei Margarete Susman, widmen.
Ab 1971 erfolgte, orientiert an der 'Großen Jüdischen National-Biographie' von Salomon Wininger
und durch den Ankauf der 'Steininger-Sammlung' mit über 1 Million Zeitungsausschnitten zu jüdischen Personen und Themen aus mehreren Hundert verschiedenen Publikationen. Unter ihrer Leitung wurde das Material in mehrere genre-spezifische Unterabteilungen aufgefächert und als Mikrofiche-„Dokumentation zur jüdischen Kultur in Deutschland 1840–1940“ veröffentlicht. Aus dem Band 'Abt. 3: Schriftsteller wurde die Grundlage einer Bio-Bibliographie.
Mit der Möglichkeit für akademische Lehraufträge und der Einwerbung von DFG-Fördermitteln erfolgte die Etablierung an der Johann Wolfgang Goethe-Universität Frankfurt am Main. 1983 gründete sie zusammen mit dem Germanisten Norbert Altenhofer den Archiv Bibliographia Judaica e. V., den sie bis zu ihrem Tod 2014 leitete mit dem Ziel, umfassend den jüdischen Beitrag zur deutschen Kulturgeschichte von 1750 bis zur Gegenwart zu erfassen. Die genealogisch-biographische Namenskartei und die bibliographische Kartei umfassen derzeit über 45.000 Autoren. Dabei kam es immer wieder zu Disputen, wer in diese Sammlung aufzunehmen sei, insbesondere, wenn diese Person oder deren Angehörige durch Erziehung, Konversion oder politisches Engagement 'Jüdischkeit' als unzulässige Fremdzuschreibung empfanden. Käte Hamburger schrieb dazu am 7. Dezember 1979 „Wenn Sie 'Halbjuden'  aufnehmen, so sind Sie sich vielleicht nicht ganz der Tatsache bewußt, daß Sie damit die rassistische Auffassung der Nazis zugrunde legen, die es doch gerade zu eliminieren gilt.“ Damit wurde der Herausgeberin klar, dass unbedingt das Verhältnis der aufzunehmenden Personen zum Judentum zu dokumentieren war. Es „zeigte sich bald, dass Lebensläufe von der Geburt bis zum Tod urkundlich belegt werden mussten, wenn verbindlich festgestellt werden sollte, ob Autoren Mitglieder jüdischer Gemeinden geblieben waren oder die Annahme der dominanten Religion als der Preis für den vollen Zugang zur christlich-abendländisch geprägten deutschen Kultur gezahlt hatten.“
Von 1981 bis 1996 erschien das von ihr bearbeitete Verzeichnis jüdischer Autoren deutscher Sprache 'Bibliographia Judaica'. Heuer war auch Herausgeberin des in der Nachfolge zwischen 1992 und 2012 erschienenen Lexikons deutsch-jüdischer Autoren mit 1.300 bio-bibliographischen Artikeln, für die sie ein strenges Gerüst entwickelt hat.
Seit 1995 erschien die von ihr verantwortete Reihe Campus Judaica, mit der der jüdische Beitrag zur deutschen Geistes- und Kulturgeschichte in Einzeldarstellungen dokumentiert wird. Diese Reihe war bis 2011 auf 27 Bände angewachsen. Dabei sind es vor allem die sorgfältigen editorischen Leistungen, die ihr Anerkennung verschafften. Dieter Langewiesche bemerkte anlässlich des Börne-Wohl-Briefwechsels: „Die Ausgabe von 1907 (...) ist durchzogen von Auslassungen, viele Briefe präsentiert sie nur bruchstückhaft. Alle Briefe wurden nach den Handschriften transkribiert, die originale Schreibweise (...) wurde beibehalten, Autorenkorrekturen und spätere Eingriffe werden nachgewiesen. Die Anmerkungen erschließen das zeitgenössische Umfeld, in dem die Briefe geschrieben wurden. So wird deutlich, wie stark beider Verkehrskreise jüdisch geprägt waren. Renate Heuer vertieft dies in der Einleitung mit Blick auf das Frankfurter Judentum (...)“.
Der frühen Bewertung von Benyoëtz: „Es ist gleichsam das größte Monument, das eine Deutsche aus eigener Verantwortung, unter Einsatz ihrer besten Lebensjahre, dem untergegangenen deutschen Judentum errichtet hat.“ folgte am 4. Oktober 2007 die erste und einzige öffentliche Würdigung, in dem sie mit dem Bundesverdienstkreuz 1. Klasse ausgezeichnet wurde.

## Veröffentlichungen

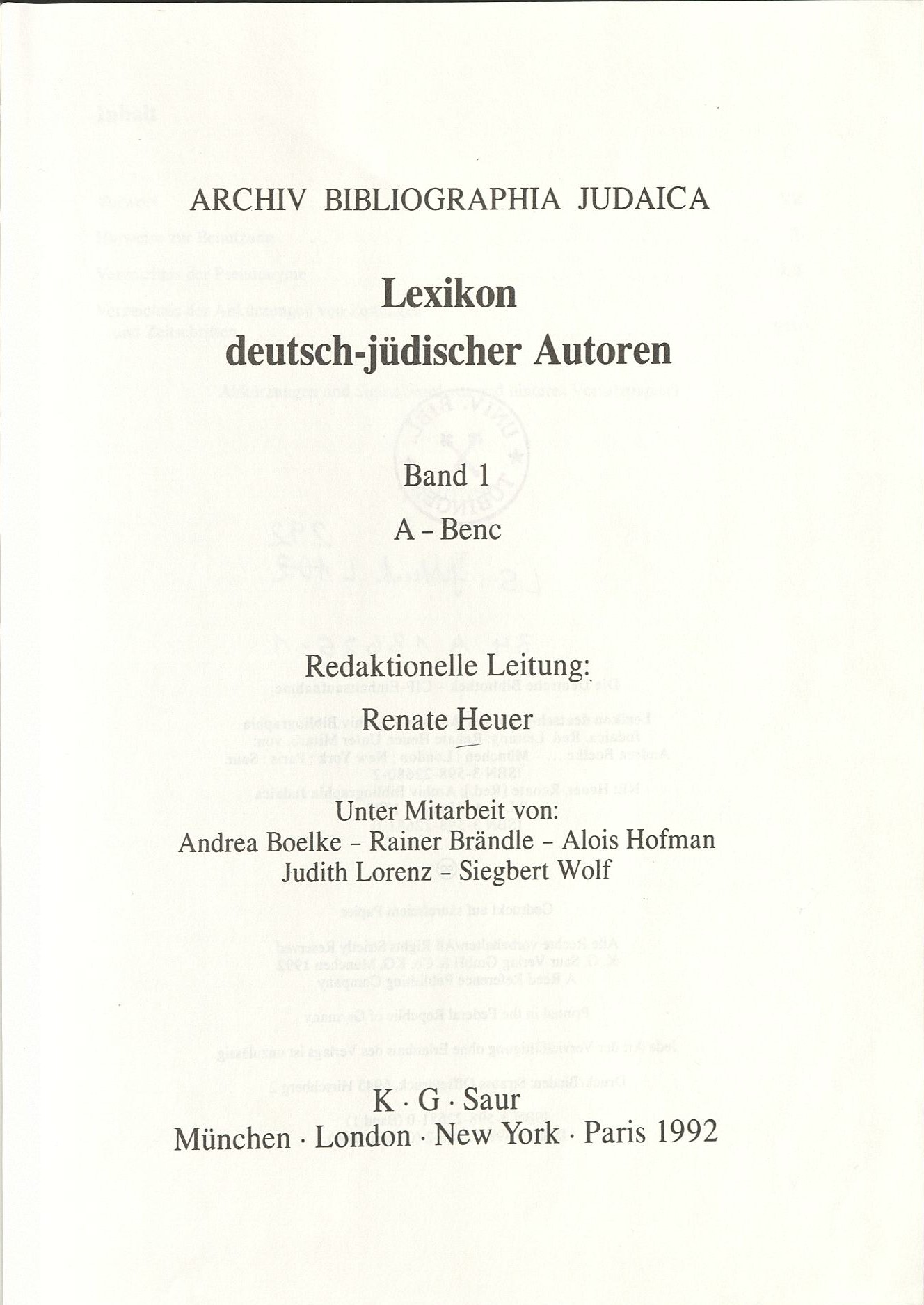
Lexikon deutsch-jüdischer Autoren, Band 1, 1992

- Individualität und Allgemeinheit bei Wilhelm Raabe. Diss., Univ. Köln 1955.
- Jewgenij Jewtuschenko. Gedichte Übertragung aus dem Russischen zusammen mit von Gisela Drohla. Middelhauve, Köln 1963.
- Miguel León Portilla: Rückkehr der Götter. Die Aufzeichnungen der Azteken über den Untergang ihres Reiches. Hg. und übersetzt zusammen mit Angel Maria Garibay, Koehler & Amelang, Leipzig 1964.
- Auf dem Weg nach Jerusalem: moderne Dichtung aus Israel. In: Judaica 22 (1966), Heft 1, S. 25–63.
- Hebräische Poesie und jüdische Haltung. Zur Dichtung von Elazar Benyoëtz. In: Eckart Jahrbuch (1966/67), S. 248–256
- Nachwort zu: Elazar Benyoëtz: 'Sahadutha. Gedichte. Paian-Verlag, Berlin 1969, S. 48–50 (unter dem Pseudonym George Itamar)
- Hugo Wolfgang Philipp (1883–1969). Leben und Werke, Francke, Bern 1973, ISBN 3-7720-1064-4.
- Bibliographia Judaica. Verzeichnis jüdischer Autoren deutscher Sprache. 4 Bände. Campus, Frankfurt am Main 1981–1984, 1996, ISBN 3-593-33060-1.
- Lissauer, Ernst. In: Neue Deutsche Biographie (NDB). Band 14, Duncker & Humblot, Berlin 1985, ISBN 3-428-00195-8, S. 690 (Digitalisat).
- Probleme deutsch-jüdischer Identität. Jahrbuch 1 des Archiv Bibliographia Judaica. Hg. zusammen mit Norbert Altenhofer, Woywod, Bad Soden 1986.
- Ludwig Börne zum zweihundertsten Geburtstag. Archiv Bibliographia Judaica e. V., Frankfurt am Main 1986, ISBN 3-923447-04-3.
- Jüdische Salons in Berlin. In: Ariadne. Almanach des Archivs der deutschen Frauenbewegung, Bd. 7 (1987): S. 12.
- Harry Breßlau, ein deutscher Jude. In: Hannoversches Wendland, Bd. 12 (1988), S. 29–44.
- Heines „Vetter“ Hermann Schiff In: Hans Otto Horch (Hg.): Conditio Judaica, Band 1, Vom 18. Jahrhundert bis zum Ersten Weltkrieg, Niemeyer, Tübingen 1988, ISBN 3-484-10607-7, S. 214–235.
- Isaak Alexander (1722?–1800), Rabbiner zu Regensburg, »unser ausgezeichneter thorakundiger Herr und Meister Morenu hoRav Eisik, Sein Licht leuchte«. In: Manfred Treml (Hg.): Geschichte und Kultur der Juden in Bayern. Lebensläufe. Saur, München 1988, S. 37–42.
- Carry Brachvogel (1864–1942), Schriftstellerin. In: Manfred Treml (Hg.): Geschichte und Kultur der Juden in Bayern. Lebensläufe. Saur, München 1988, S. 211–216.
- Felix Aron Theilhaber (1884–1956), Arzt und Statistiker des deutschen Judentums. In: Manfred Treml (Hg.): Geschichte und Kultur der Juden in Bayern. Lebensläufe. Saur, München 1988, S. 293–298.
- Johannes Ilmari Auerbach, Joannès Ilmari, John I. Allenby. 1899–1950, eine Autobiographie in Briefen. Woywod, Bad Soden 1989.
- Bücherschau zum Thema: Jüdinnen zwischen Tradition und Emanzipation. In: Norbert Altenhofer (Hg.): Jüdinnen zwischen Tradition und Emanzipation, Woywod, Woywod, Bad Soden 1990, S. 156–191.
- Mutter in Israel – Muse der Romantik. Brendel Mendelssohn Veit – Dorothea von Schlegel. In: Norbert Altenhofer (Hg.): Jüdinnen zwischen Tradition und Emanzipation, Woywod, Bad Soden 1990, S. 27–47.
- Das literarische Werk von Johannes Auerbach. In: Maria Schmid und Ulrich Zwiener (Hg.): Deutsch-jüdisches Kulturerbe im 20. Jahrhundert, Städtische Museen, Kunstsammlung im Romantikerhaus, Jena 1992, S. 44–52.
- Lexikon deutsch-jüdischer Autoren. Archiv Bibliographia Judaica. 21 Bände. Saur, München, ab Bd. 17 Berlin, de Gruyter, Berlin 1992–2013, ISBN 3-598-22680-2.
- Moritz Steinschneider. Briefwechsel mit seiner Verlobten Auguste Auerbach, 1845–1849. Ein Beitrag zu jüdischer Wissenschaft und Emanzipation. Campus Judaica 1. Hg. und kommentiert zusammen mit Marie Louise Steinschneider, Campus, Frankfurt am Main/New York 1995, ISBN 3-593-35232-X.
- Gegenbilder und Vorurteil. Aspekte des Judentums im Werk deutschsprachiger Schriftstellerinnen. Hg. zusammen mit Ralph-Rainer Wuthenow, Campus, Frankfurt am Main/New York 1995.
- Gustav Landauer. Eine Bestandsaufnahme zur Rezeption seines Werkes. Hg. zusammen mit Leonhard M. Fiedler, Campus, Frankfurt am Main/New York 1995.
- Aus dem böhmischen Ghetto. Sagen, Legenden und Erzählungen. Hg. zusammen mit Alois Hofman Alois, Campus, Frankfurt am Main/New York 1995
- Lessings Komödie "Die Juden". In: dies Hg.: Konfrontation und Koexistenz. Zur Geschichte des deutschen Judentums. Campus Judaica 7, Campus, Frankfurt am Main/New York 1996, ISBN 3-593-35503-5, S. 9–33.
- Hermann Schiff: Schief-Levinche mit seiner Kalle oder polnische Wirthschaft. Ein Ghetto-Roman. Hg. und kommentiert, Campus, Frankfurt am Main/New York 1996.
- Helmut Eschwege 1913–1992. In: Mitteldeutsches Jahrbuch für Kultur und Geschichte, Bd. 3 (1996), S. 302–304.
- Zionistischer Traum und jüdische Realität. Samuel Lublinskis "Philozionismus". In: (dies. Hg.) Antisemitismus – Zionismus – Antizionismus, 1850–1940. Campus Judaica 10, Campus, Frankfurt am Main/New York 1997, ISBN 3-593-35677-5, S. 150–168.
- Deutsche Kultur – Jüdische Ethik. Abgebrochene Lebenswege deutsch-jüdischer Schriftsteller nach 1933. Hg. zusammen mit Ludger Heid, Campus, Frankfurt am Main/New York 1997, ISBN 978-3-593-39516-6.
- Die Juden der Frankfurter Universität. Hg. zusammen mit Siegbert Wolf, Campus, Frankfurt/New York 1997, ISBN 3-593-35502-7.
- Walter Heymann. Gedichte, Prosa, Essays, Briefe. Hg. zusammen mit Leonhard M. Fiedler, Campus, Frankfurt am Main/New York 1998.
- Martin Beradt. 26. November 1949, 50. Todestag. In: Mitteldeutsches Jahrbuch für Kultur und Geschichte, Bd. 6 (1999), ISSN 0946-3119, S. 219–221.
- Dokumentation zur jüdischen Kultur in Deutschland 1840–1940. Die Zeitungsausschnittsammlung Steininger. 9 Bände. Saur, München 1999, ISBN 3-598-33326-9.
- Helene Adolf: Wienerin – Emigrantin – Professor of German. Campus, Frankfurt am Main/New York, 2000, ISBN 3-593-36457-3.
- Philipp, Hugo Wolfgang. In: Neue Deutsche Biographie (NDB). Band 20, Duncker & Humblot, Berlin 2001, ISBN 3-428-00201-6, S. 390 (Digitalisat).
- Ludwig Börnes Freundinnen: Henriette Herz aus Berlin, Jeanette Wohl aus Frankfurt. In: dies. Hg. Verborgene Lesarten. Neue Interpretationen jüdisch-deutscher Texte von Heine bis Rosenzweig. In memoriam Norbert Altenhofer. Symposion, anlässlich des zehnten Todestages, am 7. August 2001. Campus Judaica 20, Campus, Frankfurt/New York 2003, ISBN 3-593-37377-7, S. 230–241.
- Helene Adolf. Gesammelte Schriften. Hg., Hesperides 21, Editione Parnaso, Trieste 2004, ISBN 88-86474-77-6.
- Franziska Mann (geb. Hirschfeld). Essayistin, Philanthropin. 9. Juni – 150. Geburtstag. In: Mitteldeutsches Jahrbuch für Kultur und Geschichte, Bd. 16 (2009), S. 222–223.
- Abraham Sutzkever. Geh über Wörter wie über ein Minenfeld. Lyrik und Prosa. Hg., Campus Judaica 25, Campus, Frankfurt/New York 2009.
- Victor Klemperer. Romanist und Zeitzeuge. In: Mitteldeutsches Jahrbuch für Kultur und Geschichte, Bd. 17 (2010), S. 222–225
- Archiv Bibliographia Judaica e. V. Aufbau – Zweck der Sammlung – wissenschaftliche Intentionen – demonstriert an einer Studie zu Julius Bab. In: Kerstin Schoor (Hg.): Zwischen Rassenhass und Identitätssuche. Deutsch-jüdische literarische Kultur im nationalsozialistischen Deutschland, Wallstein, Göttingen 2010, ISBN 978-3-8353-0648-6, S. 403–418.
- Anna Seghers – Jüdin und Kommunistin. Rezeptionsgeschichte und literarische Qualität. In: dies. Hg.: Deutsche Kultur – jüdische Ethik. Abgebrochene Lebenswege deutsch-jüdischer Schriftsteller nach 1933. Campus, Frankfurt/New York 2011, ISBN 3-593-39516-9, S. 25–45.
- Felix A. Theilhaber. Judenschicksal. Acht Biographien. In: dies. Hg.: Deutsche Kultur – jüdische Ethik. Abgebrochene Lebenswege deutsch-jüdischer Schriftsteller nach 1933. Campus, Frankfurt am Main/New York 2011, ISBN 3-593-39516-9, S. 197–220.
- Isaak Alexander (1722?–1800), Rabbiner zu Regensburg, »unser ausgezeichneter thorakundiger Herr und Meister Morenu hoRav Eisik, Sein Licht leuchte«. In: Manfred Treml (Hg.): Geschichte und Kultur der Juden in Bayern. Lebensläufe. Saur, München 1988, S. 37–42.
- Ludwig Börne; Jeanette Wohl. Briefwechsel (1818–1824). Edition und Kommentar zusammen mit Andreas Schulz, De Gruyter, Berlin 2012.
- Renate Heuer. Deutsch-jüdische Literatur-Geschichte im 19. und 20. Jahrhundert. Aufsätze, Vorträge, Rezensionen. Eine Publikation des Archivs Bibliographia Judaica. Hg. von Ludger Heid, Hentrich & Hentrich, Berlin 2017, ISBN 3-95565-227-0.